# Línguas iranianas do noroeste
As línguas iranianas do noroeste são um ramo das línguas iranianas ocidentais que evoluíram a partir do noroeste da Pérsia (atual Irã).
Dentre as línguas mais antigas que evoluíram nesta região estão a língua meda e a língua parta, ambas extintas. Atualmente, o curdo é a principal língua deste grupo, que inclui ainda os subgrupos das línguas cáspias e Zaza-Gorani, entre outros.

## História
Historicamente, a fase moderna das línguas iranianas sobrepõe-se à islamização das terras de fala iraniana no século VII. A fase média inicia-se no século III a.C. e o estágio mais antigo remonta a inícios do segundo milénio a.C..

## Grupos
- Línguas antigas
  - Medo
  - Parto
- Línguas modernas
  - Curdo
  - Zaza-Gorani
    - Zazaki
    - Gorani

  - Caspiano
    - Gilaki
    - Mazandarani
    - Talish

  - Balúchi